# Federação de Futebol das Seicheles
A Federação de Futebol das Seicheles (em inglês:  Seychelles Football Federation, SFF) é o órgão dirigente do futebol das Seicheles, responsável pela organização dos campeonatos disputados no país, bem como da Seleção Seichelense. Foi fundada em 1979 e é afiliada à FIFA e à CAF desde o ano de 1986. Ela também é membro da COSAFA. O presidente atual da entidade é Suketu Patel.